# Auvergne-Rhône-Alpes
Auvergne-Rhône-Alpes er en af de nye franske regioner, der blev oprettet pr. 1. januar 2016. Den er en fusion af regionerne Auvergne og Rhône-Alpes.
Navnet Auvergne-Rhône-Alpes blev endeliget vedtaget ved et dekret i september 2016.